# Solstice (film)
Solstice è un film del 2008 diretto da Daniel Myrick.

## Trama
Sono passati sei mesi dalla morte di sua sorella gemella Sophie, ma Megan è ancora sconvolta. Per tentare di combattere la depressione che si è impossessata di lei decide di passare qualche giorno sul lago assieme ad alcuni amici, tra cui c'è anche l'ex fidanzato di sua sorella. Nella casa tutto sembra ricordarle la sorella, in particolare un portachiavi con un orsetto che perseguita Megan ovunque vada. Incuriosita da un articolo di giornale in cui si dice che durante il solstizio d'estate è più facile comunicare con i morti chiede spiegazioni ad un ragazzo del posto, col quale decide di organizzare una seduta spiritica. Megan è sempre più convinta che il fantasma di Sophie voglia rivelarle qualcosa, così inizia ad indagare su questi strani fenomeni, che la conducono nella casa di un suo strano vicino, dove scopre che esattamente sei mesi fa è scomparsa la piccola nipote del proprietario. Tassello dopo tassello il puzzle del mistero prende lentamente forma, mostrando una verità terribile quanto inaspettata, fin troppo diversa da quella che Megan aveva immaginato.

## Distribuzione

### Data di uscita
Il film è uscito in USA il 1º gennaio 2008, in Italia è uscito al cinema l'8 ottobre 2008 e in DVD il 3 dicembre 2008.

### Divieti
- USA: vm 13
- Portogallo: vm 16
- Germania: vm 18